# Paradise radio
paradise radio（パラダイス・レディオ）は、2003年4月 - 2008年3月の5年間にわたって放送されたエフエム山口のワイド番組。通称「ぱららじ」。

## 概要
2003年4月、14年続いた情報番組「SUNSET-STUDIO FMY EVENING TERMINAL」（16:00 - 18:55）と電リク番組「S@DE Communication（さでこみ）」（19:00 - 19:55）の枠を統合して17:00 - 19:55の枠にて放送を開始（16時台は「JFNC・JUNGLE Hotline」のネットを再開）。当初17時台と18時台はEVENING TERMINALの流れを継ぐ、ニュースや地域情報を中心とした情報ゾーン、19時台はさでこみの流れを継ぐ、リクエストを中心とした音楽ゾーンとして放送した（ただし、電話での受け付けは終了した）。
鈴木晶久・金光一昭が登板する2005年4月4日に番組をリニューアル。一部コーナーはそのままに情報バラエティ番組となり、リクエストの受付を全時間帯に拡大した。
2006年4月、新井道子の登板で再びリニューアル。放送枠はそのまま1時間繰り上げ、開始時間16:00となった。ただし、内包されていた「GEOGIA Dream Catcher」を独立させたため終了時刻は18:50となり、5分短くなった。この時からオープニングテーマが Bachelor Pad／Fantastic Plastic Machine（フジテレビの深夜番組のショーパンと同じ）となっていた。エンディングテーマは一貫してマンスリーエンディングソングとなっており、これは「EVENING TERMINAL」並びに「さでこみ」を引き継いでいる。
2008年3月をもって終了、番組枠は金曜まで拡大され「Evening Street」に引き継がれる。2012年春の改編で16時台はお昼の番組「Daytime Street」に吸収され、17時台以降は「JFNC・News Delivery -Evening Edition-」となった。
レギュラー枠としてJFNC枠をネットするのは1989年に「EVENING TERMINAL」設置以来23年ぶりである（当時は「カレッジ・レディオ・ジャパン」「ワールド・チャート・ネットワーク 〜ワールドヒット・決定版〜」「FMヤング・スタジオ 〜アイドル・ヒット決定版〜」をレギュラーネット。その後も単発的に「EVENING JAPAN」をネットしていた）。

## O.A.時間
月 - 木 16:00 - 18:50（ - 2006年3月: 月 - 木 17:00 - 19:55）

## パーソナリティ
- 新井道子アナ
  - ピンチヒッター: 鈴木晶久アナ（6.1、7.13）

### ナイス・デー・リポート
- 温品由季

### 過去のDJ
| 期間      | 期間      | 月・火            | 水・木            |
| --------- | --------- | ----------------- | ----------------- |
| 2003.4.1  | 2004.3.31 | 井村由美子        | 井村由美子        |
| 2004.4.1  | 2004.9.30 | 俊山真美          | 柴田まゆみ        |
| 2004.10.4 | 2005.3.31 | 俊山真美          | 津山奈穂子        |
| 2005.4.4  | 2006.3.30 | 鈴木晶久 俊山真美 | 金光一昭 俊山真美 |
| 2006.4.3  | 2008.3.31 | 新井道子          | 新井道子          |

- 末岡佐知子（レポート）

## コーナー
- 16:05: 夕刊ホット
夕刊の一面を紹介
- 16:21: FM Radio Shopping
- 16:26: イッピンZEPPIN!!
夕飯にもう一品、簡単な料理を紹介。一ヶ月の簡単料理レシピフリーペーパークイッキングより紹介。
- 16:45: チョイス・ザ・チャンス
一つの問題に2、3個の選択肢をつけ、一つを“チョイス”し、“チャンス”をゲットするコーナー
- 16:55: テレマートラジオショッピング
- 17:00: ぱららじテレフォン“みっちゃん ピ・ポ・パ”
- 17:10: (ENEOS) ON THE WAY COMEDY 道草 (TOKYO FM)
- 17:20: ニュース・フラッシュ
- 17:30: 道路交通情報
- 17:35: ナイス・デー・リポート 【レポーター】月曜・水曜末岡佐知子◇火曜・木曜温品由季
- 17:45: ラズベリーパラダイス
  - トゥデイズ・スピーク
- 17:52: （火曜のみ）MOVIX周南シネマパラダイス
- 18:00: ブルーベリーパラダイス
- 18:12: Beat on Sports
- 18:18: 山口宇部フライトインフォメーション
- 18:20: 道路交通情報
- 18:25: ストロベリーパラダイス
  - 18:30頃: マイ・スペシャル・セレクション
  - 18:39頃: ウェザー・パラダイス（天気）
  - 18:42頃: 占い“あしたのあなた”
- 18:46: エンディング

### 過去放送
- MOVIX 周南シネマ・インフォメーション（現在は“スキップスキップスキップ”内で放送）
- プレイバック・ザ・メガヒッツ（2005.10 - 2005.12.8 FM Festival05/06 LOCK on LOCKインフォメーション）
- 渡せなかったLOVE LETTER
- SHOUT IT LOUD - テーマソングとして「Shout It Out Loud／KISS」、その他「ハイそれまでョ／ハナ肇とクレージーキャッツ」、「人にやさしく／THE BLUE HEARTS」の一部が使用された。
- フォーチュン・パラダイス
- クイズ、並べましょう
- イキイキ美顔ストレッチ